# Friedrich Brückl
Friedrich Brückl (* 1756 in Wien; † nach 30. März 1814) war ein österreichischer Theaterschauspieler.

## Leben
Brückl ging in jungen Jahren zum Theater und betrat schon 1770 in Leipzig die Bühne. Seine nächsten größeren Engagement waren das Hoftheater in Dresden und die Stadttheater in Leipzig, Frankfurt am Main und Prag. Charakteristische interessante Einzelheiten, vielleicht besser gesagt Unarten, sowie über sein willkürliches, jeden gebildeten Zuhörer verletzendes Extemporieren berichtete Eduard Devrient in seiner Geschichte der deutschen Schauspielkunst. Sah man jedoch von all diesen Narrheiten ab, so blieb doch ein nachhaltiger Ernst und Eifer für die Sache übrig. In Deutschland trat er zum letzten Mal am 30. März 1814 in Prag auf, dann übersiedelte er mit seiner Familie nach St. Petersburg, sein weiterer Lebensweg ist unbekannt.